# Interstate 93
Die Interstate 93 (kurz I-93) ist ein Interstate Highway in den Vereinigten Staaten. Sie beginnt an der Interstate 95 in Canton nahe Boston und endet nahe St. Johnsbury an der Interstate 91.

## Längen
| Meilen | km     | Staat         |
| ------ | ------ | ------------- |
| 046.19 | 074,33 | Massachusetts |
| 131.39 | 211,45 | New Hampshire |
| 011.10 | 017,86 | Vermont       |
|        |        |               |
| 188.68 | 303,65 | Total         |

## Wichtige Städte
- Quincy (Massachusetts)
- Boston (Massachusetts)
- Lawrence (Massachusetts)
- Salem (New Hampshire)
- Manchester (New Hampshire)
- Concord (New Hampshire)
- Plymouth (New Hampshire)
- Littleton (New Hampshire)
- St. Johnsbury (Vermont)

## Zubringer und Umgehungen
- Interstate 293 bei Manchester
- Interstate 393 bei Concord